# Béla Pálfi
Béla Pálfi (né le 16 février 1923 à Bečkerek et mort le 9 septembre 1995 dans la même ville) était un joueur et entraîneur de football serbe d'origine hongroise.